# Veduta con fiume presso Dordrecht
Veduta con fiume presso Dordrecht è un dipinto di Ludolf Bakhuizen. Eseguito verso il 1665, è conservato nella National Gallery di Londra.

## Descrizione
Una nave con una bandiera blu e un'altra sulla media distanza con vessilli olandesi navigano al largo di una città appena visibile sullo sfondo, che potrebbe essere Dordrecht, riconoscibile forse dalle sagome della Grote Kerk e del Groothoofdspoort. In tal caso, il dipinto sarebbe stato sicuramente realizzato prima del 1692, anno in cui la guglia del Groothoofdspoort venne sostituita dalla cupola tuttora esistente.